# Jean de Béthencourt

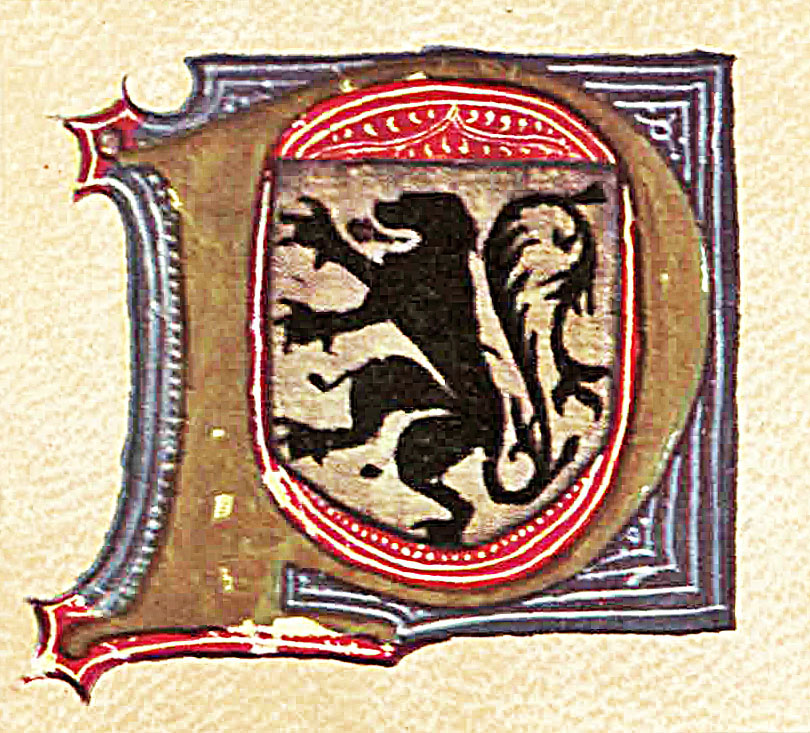
Wappen des Jean de Béthencourt in dem Initialbuchstaben des Le Canarien Version B

Jean IV. de Béthencourt (* 1362 in Grainville-la-Teinturière in der Normandie; † 1425 ebenda) war ein französischer Adeliger, der zu Beginn des 15. Jahrhunderts die Kolonisierung der Kanarischen Inseln unter der Herrschaft der Krone von Kastilien begann.

## Leben als Edelmann
Jean IV. de Béthencourt war der Sohn von Marie de Braquemont und Jean III. de Béthencourt. Sein Vater starb 1364, als Jean IV. de Béthencourt zwei Jahre alt war. Zusammen mit der Burg hielt Jean de Béthencourt das gesamte Lehen von Grainville, das Teil der Grafschaft Longueville war. Außerdem hielt er, wie seine Vorfahren, das Lehen Béthencourt. Im Jahr 1365 wurden auf Anordnung des Königs Karl V. in der Normandie alle Befestigungsanlagen geschleift, deren Eigentümer nicht nachweisen konnten, dass sie in der Lage waren, diese gegen Karl von Navarra bzw. die Engländer zu verteidigen. Dies traf auch die Burg Grainville des damals drei Jahre alten Jean de Béthencourt.
Ab 1377 gehörte Jean de Béthencourt zum Hofstaat des Herzogs von Anjou. Der Bruder des Königs Karl V. war zu dieser Zeit Stellvertreter des Königs in der Provinz Languedoc. Im Jahr 1387 begleitete Jean de Béthencourt den Herzog von Anjou, der den Anspruch auf das Königreich Neapel erhob, vermutlich auf einem Feldzug nach Italien. Am 11. April 1387 erhielt Jean de Béthencourt vom französischen König Karl VI. die Erlaubnis, die Burg von Grainville-la-Teinturière wieder aufzubauen und zu verstärken. Er finanzierte dies aus den Einnahmen seiner Besitzungen.
Jean de Béthencourt nahm sicher an dem Kreuzzug gegen Mahdia teil, bei dem im Jahr 1390 der Herzog Louis II. de Bourbon die Hafenstadt El Mehadieh nahe Tunis einnehmen wollte. Die Truppen gingen zu Beginn des Sommers 1390 in Genua an Bord und kehrten nach einer zwei Monate dauernden Belagerung im November 1390 nach Genua zurück. Es ist anzunehmen, dass Jean den Béthencourt bei seinem Aufenthalt in Genua von den „wiederentdeckten Inseln“ im Atlantik hörte. Dass auch sein späterer Partner Gadifer de La Salle an diesem Kreuzzug teilgenommen hat, scheint eher unwahrscheinlich.
Am 27. Januar 1392 heiratete Jean de Béthencourt Jeanne du Fayel, Tochter von Guillaume du Fayel, Vicomte von Breteuil und von Marguerite de Châtillon, Tochter des Grafen von Porcien Jean de Châtillon.

## Kanarische Inseln

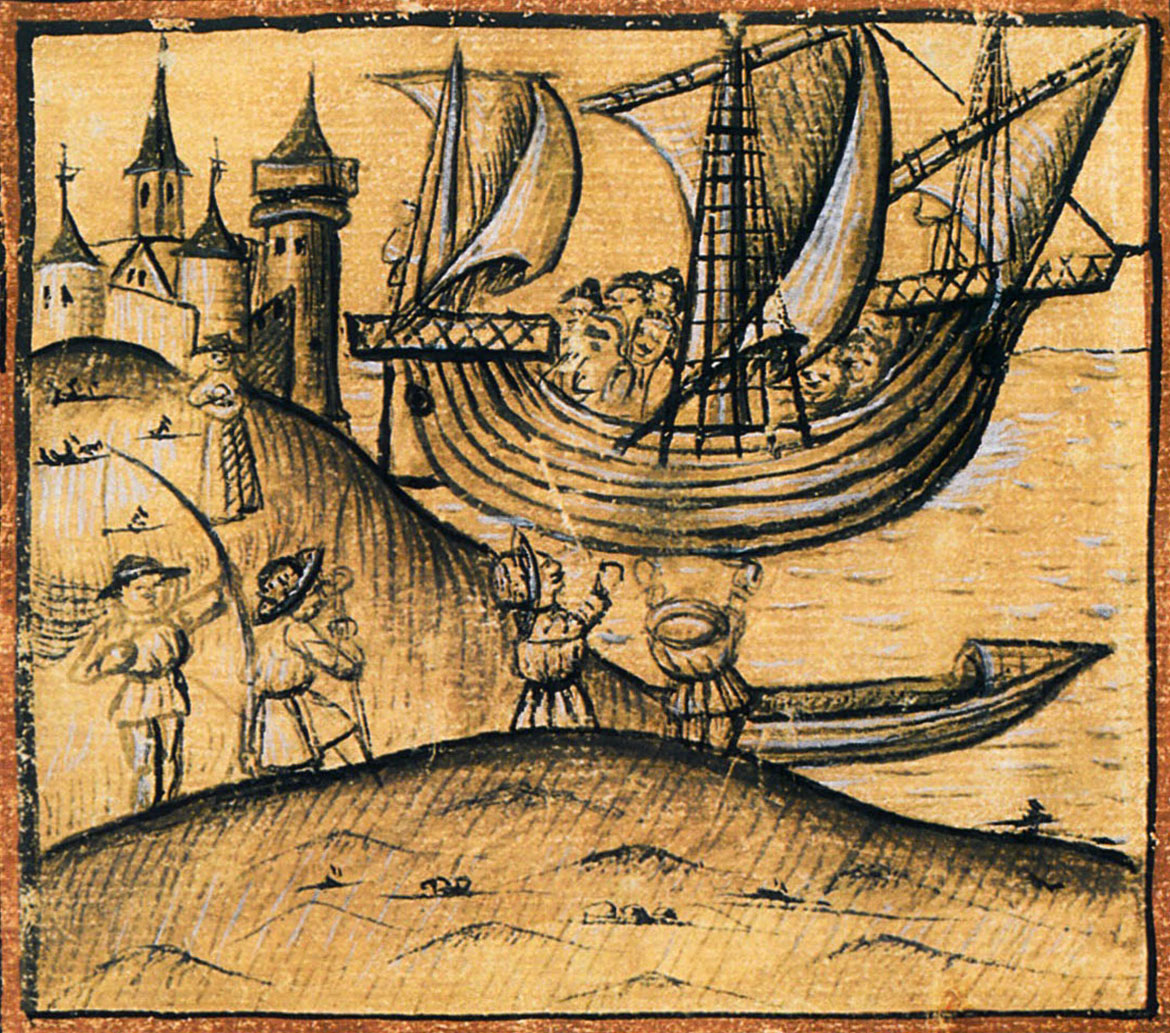
Ankunft in Lanzarote, Le Canarien Version B

### Ziele und Vorbereitung der Reise
Mitte des Jahres 1401 vereinbarte Jean de Béthencourt mit Gadifer de La Salle eine Expedition zu den Kanarischen Inseln. Es ist anzunehmen, dass sie sich aus der Zeit kannten, als sie beide unter dem Herzog von Anjou gedient hatten und Kammerherren und Mitglieder des Haushaltes des Herzogs von Orléans waren. Sie wussten, dass die Inseln keineswegs reich waren. Europäer suchten die Inseln auf, um Einwohner, die sich nur mit Steinen und Stöcken verteidigen konnten, zu fangen und als Sklaven zu verkaufen.
Ziel des Unternehmens von Jean de Béthencourt und Gadifer de La Salle war vermutlich die Gewinnung und der Export der in Europa zum Farbstoff Orseille verarbeiteten Flechte Roccella canariensis bzw. Roccella tinctoria Der Geburtsort von Jean de Béthencourt wurde „la -Teinturière“ genannt, wörtlich übersetzt „die Färberin“, da dort seit langer Zeit Stoffe gefärbt wurden, er kannte sich also vermutlich mit Färbepflanzen aus. Ein weiteres Ziel war die Kolonisierung der Inseln durch französische Bauern und Handwerker. Daher nahmen bereits bei der ersten Reise einige Siedler ihre Frauen mit. Die Bekehrung der Ureinwohner zum Christentum nahm Béthencourt ebenfalls sehr ernst. Aus diesem Grund begleiteten die Geistlichen Jean Le Verrier und Pierre Bontier die Expedition.
Jean de Béthencourt verkaufte einen Teil seiner Besitzungen und warb in der Normandie Soldaten, aber auch Bauern und Handwerker für die Reise an. Auch Gadifer de La Salle verkaufte seinen Besitz, erwarb in La Rochelle ein Schiff für die Überfahrt, warb in der Grafschaft Bigorre, die er als Seneschall verwaltete, Leute an und verzichtete auf sein Amt als Seneschall. Dieses Engagement von Gadifer de La Salle lässt vermuten, dass er davon ausging, an diesem Unternehmen als gleichberechtigter Partner teilzunehmen.

### Erster Aufenthalt auf den Kanarischen Inseln
Am 1. Mai 1402 begann von La Rochelle aus die Reise. Zu diesem Zeitpunkt gab es keine Genehmigung oder gar einen Auftrag für die Durchführung des Unternehmens durch den französischen oder den kastilischen König. Bei Zwischenstationen in  La Coruña und Cádiz wurde Wasser und weitere Ausrüstung an Bord genommen. Dabei desertierten viele der angeworbenen Soldaten, so dass bei der Ankunft auf der Kanareninsel La Graciosa Ende Juli 1402 nur noch 63 (nach einer anderen Quelle 53) Personen auf dem Schiff waren.
Von der unbewohnten Insel La Graciosa aus erreichte das Schiff die Südküste der Insel Lanzarote. Dort gelang es Jean de Béthencourt, mit den Majos, den Ureinwohnern Lanzarotes, einen Vertrag abzuschließen. Eine große Hilfe bei den Verhandlungen waren zwei Majos, die als Sklaven nach Europa verschleppt worden waren und als Informanten über die Verhältnisse und Dolmetscher tätig wurden. Die Verträge erlaubten es den Franzosen, eine befestigte Siedlung auf der Insel zu errichten. Als Gegenleistung sollten sie die Majos vor Sklavenjägern schützen. Mit dem Bau der Siedlung, Rubicón genannt, wurde unverzüglich begonnen. Sie bestand aus einem Wehrturm, Brunnen, Häusern und einer Kirche, die dem Heiligen Martial von Limoges gewidmet war. Rubicón eignete sich als Hafen, hatte Trinkwasser und auf den umgebenden Höhen konnten weiter Befestigungsanlagen errichtet werden.
Gadifer de La Salle erkundete die Insel Fuerteventura, ohne auf Einwohner zu treffen oder Lebensmittel zu finden. Da die mitgebrachten Lebensmittelvorräte nicht ausreichend waren und für die Besetzung und Besiedlung anderer Inseln mehr Leute benötigt wurden, kamen Gadifer de La Salle und Jean de Béthencourt überein, dass Jean de Béthencourt nach Kastilien zurückkehren sollte, um Vorräte und Verstärkung zu beschaffen.
Nach der Abfahrt Jean de Béthencourts meuterten einige seiner Leute unter der Leitung von Bertin de Berneval, einem der von Jean de Béthencourt angeworbenen Offizier. Sie plünderten die restlichen Vorräte, nahmen eine große Anzahl von Majos gefangen, um sie als Sklaven an ein vor der Insel Graciosa liegendes kastilisches Piratenschiff zu verkaufen und sich mit diesem Schiff nach Europa abzusetzen.
Am 1. Juli 1403 erreichte ein kastilisches Schiff mit Versorgungsgütern die Insel Lanzarote. Auf diesem Schiff ging Gadifer zusammen mit wenigen Leute und den zwei Übersetzern an Bord, um eine Informationsreise von drei Monaten zu den anderen Inseln zu unternehmen.

### Aufenthalt in Kastilien
Die Verhandlungen Jean de Béthencourts in Europa wurden von seinem Verwandten Robín de Bracamonte (französisch: Robert de Braquemont) gefördert. Ob dieser ein Onkel oder einen Vetter war, ist umstritten. Er war zeitweise Kommandant der Garde des Gegenpapstes Benedikt XIII. in Avignon und war vermutlich der Veranlasser der päpstlichen Bulle vom 22. Januar 1403, in der Personen ein Ablass ihrer Sünden gewährte, die Béthencourt bei seinem Kreuzzug gegen die Ungläubigen halfen. Am gleichen Tag genehmigte der Papst einem Priester, den Béthencourt bestimmen sollte, ihn auf seiner Expedition zu begleiten, Kirchengebäude auf den Inseln zu errichten und zu weihen.
Durch seine diplomatischen Verbindungen konnte Robín de Bracamonte, ab Mitte des Jahres 1403 Botschafter des französischen Königs Karl VI. am Hof des kastilischen Königs Heinrich III., Jean de Béthencourt auch dort helfen. Jean de Béthencourt erhielt von Heinrich III. 20.000 Maravedís und den Titel eines „Señor de las islas Canarias“ (Herr der Kanarischen Inseln). König Heinrich III. erließ mit dem Datum vom 28. November 1403 eine Verfügung, die an den Admiral Diego Hurtado de Mendoza y Guevara und alle königlichen Beamten in Kastilien gerichtet war. Darin wies er Diego Hurtado de Mendoza an, von Juan de Béthencourt den Lehnseid entgegenzunehmen und ihm zu genehmigen, Schiffe auszurüsten und nach Lanzarote und Fuerteventura Lebensmittel, aber auch Saatgut und Pferde, Rinder und Esel als Zuchttiere mitzunehmen und erließ Jean de Béthencourt den „Quinto real“ (eine Ausfuhrsteuer). Der König erklärte, dass „Mosen Johan de Betancort, Herr der Kanarischen Inseln, mein Vasall, durch den Dienst an Gott und mir, sich mit der Eroberung dieser Inseln beschäftigt“. Er fügte hinzu, dass die Waren, die von den Kanaren in irgendwelche Häfen Kastiliens gebracht würden, die gleiche Behandlung bekommen sollten als wenn sie aus Kastilien kämen.
Jean de Béthencourt bewirkte, dass der kastilischen Comendador des Calatrava-Ordens und der Reeder Juan de Las Casas ein Schiff ausrüsteten, das die notwendigen Versorgungsgütern zu den Kanarischen Inseln brachte. Es erreichte am 1. Juli 1403 die Insel Lanzarote.

### Neuer Aufenthalt auf den Kanarischen Inseln
Jean de Béthencourt kehrte im April 1404 nach eineinhalb Jahren Abwesenheit nach Lanzarote zurück. Als Gadifer de La Salle erfuhr, dass Jean de Béthencourt vom kastilischen König Heinrich III. zum Herrn der Kanarischen Inseln erklärt worden war, forderte er die Abtretung einer der Inseln, um die von ihm investierten Kosten und Anstrengungen abzugelten. Jean de Béthencourt lehnte dies ab. Nun begannen offene Feindseligkeiten zwischen den zwei Leitern des Unternehmens, die ihren Ausdruck unter anderem darin fanden, dass Gadifer de La Salle auf Fuerteventura mit dem Bau des Forts von Valtarajes begann.
Gadifer de La Salle konnte, um seine Ansprüche geltend zu machen, keine schriftlichen Verträge vorweisen oder auf königliche Unterstützung hoffen. Er zog sich daher nach Frankreich zurück und ließ Béthencourt als Herren der Inseln zurück, wobei zu dieser Zeit nur Lanzarote komplett unterworfen war. Die zwei Könige auf Fuerteventura ließen sich kurz nach der Abreise Gadifer de La Salles taufen.
Am letzten Tag des Januars 1405 landete Jean de Béthencourt in der Normandie mit dem Ziel, eine neue Expedition zu den Inseln mit Siedlern, und Handwerkern zu organisieren. Er kehrte im Mai mit Soldaten und Siedlern auf die Kanarischen Inseln zurück.
Die Unterwerfung der Insel El Hierro durch Jean de Béthencourt wird im 81. Kapitel der Version B des Le Canarien beschrieben. Ein von der Iberischen Halbinsel mitgebrachter Übersetzer, der Bruder des Königs von El Hierro, überzeugte diesen davon, einen Vertrag mit Jean de Béthencourt abzuschließen. Als der König mit 111 Personen zu Verhandlungen erschien, wurden er und seine Begleitung festgenommen und z. T. später als Sklaven verkauft. Auf der Insel wurden anschließend 120 aus Frankreich stammende Personen angesiedelt. An dieser Darstellung werden im Bezug auf den im Le Canarien genannten Zeitpunkt und Einzelheiten des Ablaufes von Historikern Zweifel geäußert.
Verschiedenen Stellen der Chronik Le Canarien deuten darauf hin, dass man sich von der Herrschaft über die Insel Gran Canaria den größten Nutzen versprach. Bei dem fehlgeschlagenen Versuch, auf Gran Canaria einzudringen, fanden 22 Männer Jean de Béthencourts den Tod. Das führte dazu, dass er das Unternehmen verließ und endgültig im Dezember 1405 nach Frankreich zurückkehrte. Er kam nie auf die Kanarischen Inseln zurück, sondern beauftragte seinen Neffen Mateo oder Maciot de Béthencourt mit der Regierung. Zählt man alle Aufenthalte Jean de Béthencourts zusammen, verbrachte er weniger als zwei Jahre auf den Kanarischen Inseln.

### Rückkehr nach Frankreich
Die in der Chronik Le Canarien beschriebene Rückreise nach Frankreich über Rom und Florenz wird durch keine andere Quelle bestätigt. Man geht daher von einer beschönigenden Darstellung des Verfassers der Version B der Chronik aus. Während des Frühlings und des Sommers 1412 hielt Béthencourt sich in Kastilien auf. Am 26. Juni 1412 legte Jean de Béthencourt in Valladolid den Vasalleneid auf König Johann II. ab. Dabei erteilte der König ihm die Genehmigung, Münzen zu prägen und auf den Inseln in Umlauf zu bringen.

### Verlust der Kanarischen Inseln
In der Schlacht von Azincourt am 25. Oktober 1415 wurde das Heer des Königs Karl VI. von Frankreich durch die Truppen des Königs Heinrich V. von England geschlagen. In der Folge brachten die Engländer weite Teile Nordfrankreichs unter ihre Herrschaft. Dazu gehörte auch das Gebiet, in dem sich die französischen Besitzungen Jean de Béthencourts befanden. Da man in Kastilien davon ausging, dass Jean de Béthencourt gezwungen sein würde, für seine Besitzungen in der Normandie dem englischen König zu huldigen, war anzunehmen, dass er sich, aus der Sicht Kastiliens, in einen Verräter verwandeln würde. Im Jahr 1418 schickte Johann II. von Kastilien drei kriegsmäßig ausgerüstete Schiffe unter dem Befehl von Pedro Barba de Campos auf die Insel Lanzarote. Er veranlasste den Vertreter Jean de Béthencourts, Maciot de Béthencourt, nach Sevilla zu kommen, wo dieser am 15. November 1419 die herrschaftlichen Rechte an den Kanarischen Inseln im Namen von Jean de Béthencourt unwiderruflich an den Grafen von Niebla, Enrique de Guzmán abtrat. Maciot de Béthencourt wurde von dem Grafen in seiner Stellung als Hauptmann und Gouverneur der Inseln bestätigt. Im Mai 1419 leistete Jean de Béthencourt dem englischen König Heinrich V. den Lehnseid für seine Besitzungen in der Normandie.
Das Sterbedatum Jean de Béthencourts liegt zwischen dem 17. August 1425 und dem 24. Januar 1426.